# NGC 6999
NGC 6999 este o brightest cluster galaxy⁠(d) situată în constelația Microscopul. A fost descoperită în 19 octombrie 1864 de către Albert Marth. Se află la o distanță de 201,37 megaparseci de Pământ.